# 적설판

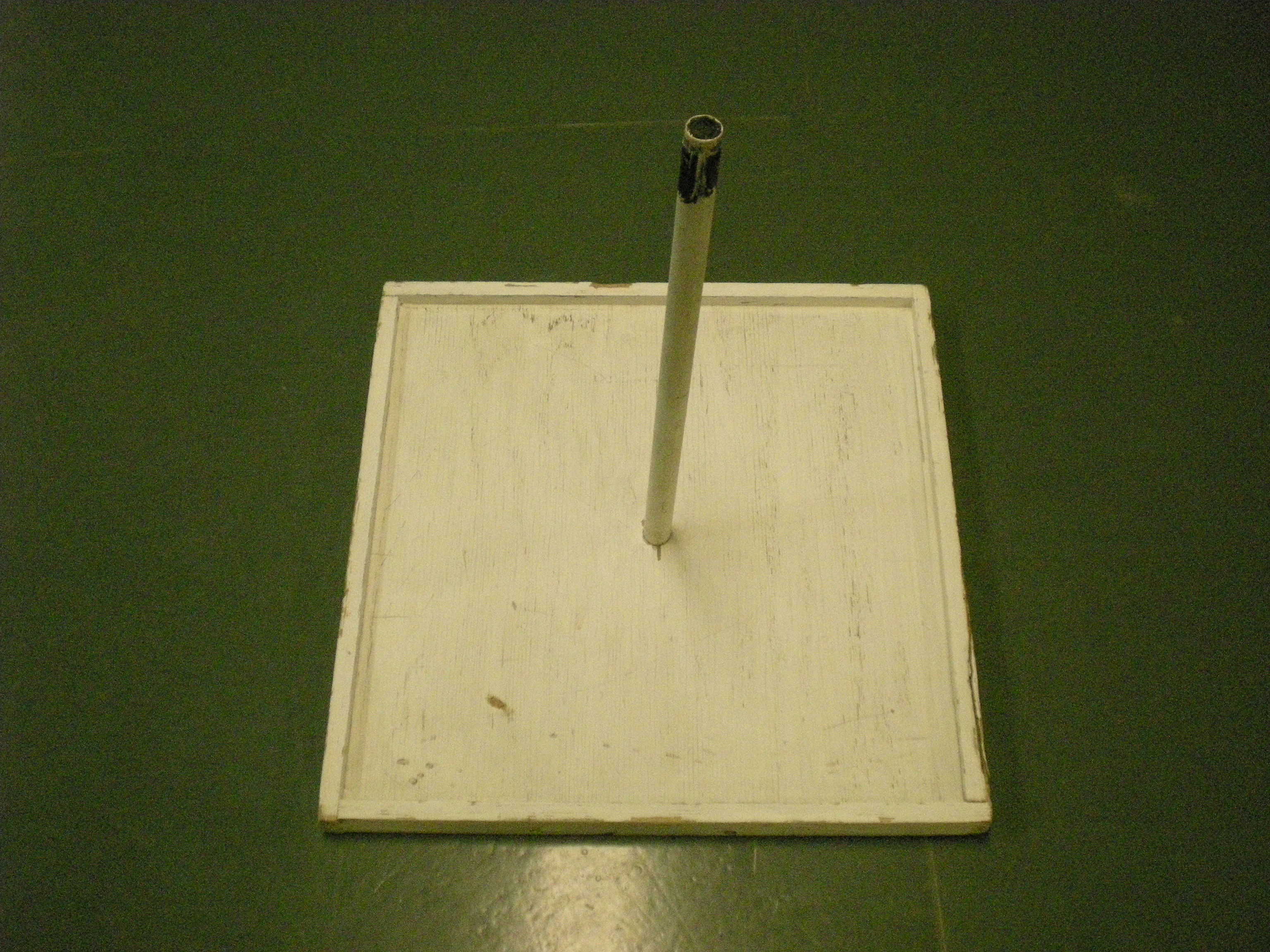
적설판

적설판(積雪板)은 내린 눈의 깊이를 측정하는데 사용하는 측정판으로 가로, 세로 각각 50cm 크기로, 복사열의 흡수를 방지하기 위해 백색의 페인트가 칠해져 있다. 눈금자를 부착한 길이 50cm 이상의 수직자(각목)를 연직으로 세워 적설의 깊이를 측정한다.